# سيميسولا
سيميسولا هي رواية بوليسية صدرت عام 1994 للكاتبة البريطانية روث رندل. تضم الرواية المحقق ويكسفورد والذي ظهر في العديد من روايات رندل، الرواية هي السابع عشر في السلسلة. على الرغم من لغز جريمة القتل، إلا أن الكتاب يتطرق أيضًا إلى موضوعات العنصرية والاعتماد على الرعاية الاجتماعية  وأشكال العبودية الجديدة. 

## ملخص الحبكة
الدكتور ريموند أكاندي هو الطبيب العام الجديد في ويكسفورد وواحد من البريطانيين السود القلائل في كينغسماركهام. عندما تختفي ابنة أكاندي، ويُعثر على جثة امرأة سوداء شابة، يواجه ويكسفورد تحيزاته الخاصة. 

## الاستقبال النقدي
كتبت صحيفة ديلي كوريير عن الرواية: "...لحض الأجزاء في الرواية مملة، خاصةً عندما تبحث الشخصيات التي لا تعتبر نفسها عنصرية عن السمات العنصرية". 

## فيلم أو تلفزيون أو اقتباسات مسرحية
حُولت الرواية إلى فيلم تلفزيوني في  المملكة المتحدة عام 1996 وقام ببطولتها جورج بيكر، وكريستوفر رافنسكروفت، وجين لابوتير، وجورج هاريس.